# Georges Morel
Georges Morel   (La Tèsta, 11 de juliol de 1938 - La Tèsta, 21 de novembre de 2004) fou un remer francès que va competir durant les dècades de 1950 i 1960. Era germà del també remer Jacques Morel.
El 1964 va prendre part en els Jocs Olímpics d'Estiu de Tòquio, on guanyà la medalla de plata en la prova del dos amb timoner del programa de rem. Formà equip amb Jacques Morel i Jean Claude Darouy.
En el seu palmarès també destaquen una medalla de bronze al Campionat del Món de rem de 1962 i una de plata al de 1966.